# 립교황후
립교황후 여씨(베트남어: Lập Giáo Hoàng hậu Lê thị, 한자: 立教皇后 黎氏)는 베트남 대구월제국 전 여 왕조 제1대 황제 여대행의 딸이자 이 왕조 제1대 황제 이 태조의 정실 황후이다. 정 왕조 제2대 황제 정 폐제는 그녀의 이부형제이자 전 여 왕조 제2대 황제 여 중종과 제3대 황제 여 와조는 이복형제이다. 따라서 그녀는 베트남 역사상 군주의 딸, 군주의 여동생, 군주의 아내, 군주의 어머니 인 유일한 여자이다.

## 생애
여불은(黎氏佛銀)은 베트남의 대구월 제국의 황제 여대행과 황후 대승명황후 양씨(楊氏)의 딸로, 불은공주(佛銀公主)에 봉해졌다. 여용월과 여용정의 여동생이다.
이 태조가 1009년 황제가되었을 때 6명의 황후가 동시에 왕관을 썼다. 여씨는 정실(正室) 황후이고 나머지는 측실(側室) 황후이다. 훗날 이태종이 황제가 되자 정명황후는 황태후가 되어 영현황태후(靈顯皇太后)의 호를 받았다.

## 가족 관계
- 아버지: 여대행
- 어머니: 대승명황후 양씨 
  - 형제:
    - 제 정 폐제
    - 제 여 와조제

  - 배우자: 이 태조
    - 자녀:
      - 아들 이 태조
      - 아들 이일광 (李日㫕)
      - 아들 이용보 (李龍菩)